# سوکووه (شهرستان پیش)
سوکووه (به لهستانی:  Sokoły) یک روستا در لهستان است که در گمینا بیاوا پیسکا واقع شده‌است.